# Carlo Alberto Contini
Carlo Alberto Contini (Carpi, 7 giugno 1942) è un paroliere e compositore italiano.
È autore di molte canzoni interpretate dai Nomadi, tra le quali Crescerai.

## Biografia
Nei primi anni '60 tenta la carriera di cantautore, partecipando a concorsi canori come La cavalcata degli Appennini, organizzata dal futuro produttore discografico Corrado Bacchelli.
Passa poi alla carriera di autore ed ottiene il primo successo scrivendo il testo in italiano di All The Love In The World dei Consortium, che diventa Vai via cosa vuoi e viene incisa dai Nomadi nel 1969 e da Tony Arden nello stesso anno. Con il complesso di Novellara instaura una proficua collaborazione, scrivendo Mai come lei nessuna (con Cristiano Minellono) e Un autunno insieme e poi... nello stesso anno e Io non sono io l'anno successivo.
Nel 1971 traduce Joan of Arc di Leonard Cohen, che diventa La ballata di Giovanna d'Arco e viene incisa da Kamsin; continua nel frattempo la collaborazione con i Nomadi, per cui scrive Vola, A Beautiful Day, Tutto passa e Suoni, che verrà eseguita dal gruppo in versione strumentale, pur avendo un testo, come forma di protesta verso la censura che aveva colpito i Nomadi qualche anno prima.
Nel 1972 scrive con Beppe Carletti Eterno e Oceano; in questo periodo Contini apre uno studio di registrazione che viene frequentato oltre che dai Nomadi anche da Francesco Guccini e Pierangelo Bertoli, e per quest'ultimo, non ancora iscritto alla SIAE, effettua il primo deposito di Eppure soffia.
La sua canzone più nota, Crescerai, viene incisa dai Nomadi nel 1973 e ripresa in anni successivi nelle raccolte Collezione (1976), I Nomadi e, in una nuova incisione, in Ma noi no ( 1992).
Nel 1974 scrive Isola ideale e l'anno successivo partecipa al progetto di Beppe Carletti Nemo, scrivendo con il tastierista Gniht Dliw; è inoltre autore di quattro brani dell'album Gordon, collaborando con Bruno Tavernese.
Al 1977 risale la sua unica esperienza come autore di canzoni per bambini, con Pierino la peste e Girotondo degli animali, continuando comunque la collaborazione con il gruppo di Novellara per cui scrive La storia, inclusa in Noi ci saremo.
In anni successivi, pur continuando la collaborazione con i Nomadi (nel 1996 scrive con Goran Kuzminac La coerenza pubblicata nell'album Quando ci sarai), si accosta al liscio ed alla canzone dialettale.
Iscritto alla SIAE dal 1963, risultano depositate a suo nome cento canzoni.